# Polyspora ampla
Polyspora ampla är en tvåhjärtbladig växtart som beskrevs av Orel, Curry och Luu. Polyspora ampla ingår i släktet Polyspora och familjen Theaceae. Inga underarter finns listade i Catalogue of Life.